# Adonias Filho
Adonias Aguiar Filho (n. 27 noiembrie 1915, Itajuípe, Bahia, Brazilia – d. 2 august 1990, Ilhéus, Bahia, Brazilia) a fost romancier, eseist, critic literar și jurnalist brazilian, membru al Academiei Braziliene de Litere.

## Biografie
Filho s-a născut în Itajuípe, Brazilia, fiul lui Adonias Aguiar și Rachel Bastos de Aguiar.
În 1936, la doi ani după terminarea liceului în Salvador, s-a mutat din sudul statului Bahia la Rio de Janeiro, capitala Braziliei timpului respectiv, unde și-a continuat cariera sa în jurnalism, începută în Salvador.

## Operă
- Renascimento do homem - eseu (1937)
- Tasso da Silveira e o tema da poesia eterna - eseu (1940)
- Memórias de Lázaro - nuvelă (1952)
- Jornal de um escritor (1954)
- Modernos ficcionistas brasileiros - eseu (1958)
- Cornélio Pena - critică literară (1960)
- Corpo vivo - nuvelă (1962)
- História da Bahia - eseu (1963)
- O bloqueio cultural - eseu (1964)
- O forte - nuvelă (1965)
- Léguas da promissão - nuvelă (1968)
- O romance brasileiro de crítica - critică literară (1969)
- Luanda Beira Bahia - nuvelă (1971)
- O romance brasileiro de 30 - critică literară (1973)
- Uma nota de cem – literatură pentru copii (1973)
- As velhas - nuvelă (1975)
- Fora da pista - literatură pentru copii  (1978)
- O Largo da Palma - nuvelă (1981)
- Auto de Ilhéus – teatru (1981)
- Noites sem madrugada - nuvelă (1983)
- O Homem de branco - nuvelă (1987)

## Premii
- Premiul Paula Brito pentru crítică literară (Guanabara, 1968), pentru nuvela "Léguas da promissão",
- Premiul Delfinul de aur pentru literatură (1968),
- Premiul PEN Clube din Brazilia,
- Premiul Fundației Educației din Paraná (FUNDEPAR),
- Premiul Institutului Național din Livro (1968–1969),
- Premiul Brasíliei pentru literatură (1973), din partea Fundației Culturale al Districtului Federal,
- Premiul Național pentru literatură (1975), din partea Institutului Național din Livro, la categoria de lucrări publicate între (1974–1975), pentru nuvela "As velhas",
- Titlul de Doctor Honoris Causa al Universității Federale din Bahia (1983).